# Abdelaziz Benabdallah
 (janvier 2023).
Si vous disposez d'ouvrages ou d'articles de référence ou si vous connaissez des sites web de qualité traitant du thème abordé ici, merci de compléter l'article en donnant les références utiles à sa vérifiabilité et en les liant à la section « Notes et références ».
Abdelaziz Benabdallah, né le 28 novembre 1923 et décédé le 4 février 2012 à Rabat est un islamologue et homme politique marocain.

## Biographie
Son père Abdelwahad Banabdallah, décédé en 1991, était un grand cheikh, jurisconsulte, exégète du Coran et commentateur des hadiths. Il a soutenu, pendant six décennies, dans maintes cités du Royaume, des cours sur les thèmes essentiels de la charia, avec un esprit ouvert mais objectif. Nationaliste chevronné, il fut incarcéré par les autorités du Protectorat, pour ses options et son mouvement patriotiques. Son fils Abdelaziz Banabdallah a été élevé dans cette ambiance, sur les deux plans scientifiques et patriotiques, à l’encontre du Protectorat.
Il l’envoie au masjid (école coranique), où il parachève sa mémorisation du Coran et des poèmes didactiques, affairant aux principes cultuels élémentaires, et à ce qu’on appelle les douze engagements de base (dont la grammaire, la syntaxe, la diction littéraire…). La maîtrise de ces enseignements lui permet, dès l’âge de quinze ans, d’accéder aux cours donnés dans les diverses mosquées de la ville, sous la direction d’éminents cheikhs polyvalents (dont les alem Si El Madani Belhousni, Si Abderrahmane Chefchaouni et le ministre de la justice Si Mohammed Erronda). Il poursuit, en même temps, son éducation moderne, dès l’âge de sept ans, dans la seule école primaire de la ville, dite « école des fils de notables ».
Dès lors, sa double culture se cristallise au sein du forum conservateur et de l’université moderne, celle d’Alger. Après avoir obtenu, en 1946, son double diplôme de licence en droit et es lettres, il intègre la militance dans le journalisme patriotique à Al Alam (en arabe) et Istiqlal (en français). Cela ne l’empêche guère de diriger, à Casablanca, une grande école privée où la langue arabe devait avoir la priorité dans les diverses disciplines. Cette école, comme tant d’autres formait les cadres militants et les futurs intellectuels. Après l’indépendance du Royaume, il est pressenti en 1957, comme ministre des affaires islamiques, et en 1958 comme ministre de la justice ou ambassadeur itinérant en Afrique. Il devint alors Directeur Général de la Conservation Foncière et des Services du Cadastre (1957), Directeur de l’Enseignement Supérieur et de la Recherche Scientifique (1958-1961) et Directeur Général du Bureau Permanent d’Arabisation dans le Monde Arabe (1962).

## Œuvres

### Ouvrages en français
- La Pensée Islamique et le Monde Moderne, Sonir, Casablanca, 1980
- Clartés sur l’Islam ou l’Islam dans ses Sources, Imprimerie Fédala, 1960
- L’Art Maghrébin à travers les Âges, Édition Université Mohammed V, Rabat, 1961
- Les Grands Courants de la Civilisation du Maghreb, Imprimerie Midi Casablanca, 1957
- Vérité sur le Sahara, Horvath, France, 1977
- La Pensée Hassanienne, Association Ribat al Fath, Rabat, 1999
- Le Soufisme Afro- Maghrébin aux XIXe et XXe Siècles, Cap Tours, Rabat, 1995
- L’Islam : Concepts et Préceptes, Cap Tours, Rabat, 1995
- L’Islam et la Morale Universelle, Cap Tours, Rabat, 1996
- La Paix en Palestine passe par Al Qods, Cap Tours, Rabat, 1997
- La Tijania : Voie Spirituelle et Sociale, El Qobba ez- Zarqaâ, Marrakech, 1999
- Le Rationnel du Sacré, Touimi, Rabat, 2001
- Al Qods : 1850-2000, Dar al maarif, Rabat, 2003
- Millénaire de la Médecine au Maroc et ses Perspectives d’Avenir, Ministère des Affaires Islamiques, Rabat, 2006

### Ouvrages en arabe
- Souss : Porte du Sahara, Kormamex, 2003
- La Philosophie et la Morale chez Ibn El Khatib, premier prix de l’Institut Moulay El Hassan à Tétouan en 1949, réédité à Beyrouth
- Aspects de la Civilisation Maghrébine, 2 vol.
- Histoire du Maroc : étude comparée des textes arabes et étrangers, 2 vol. Imprimerie Solami, Casablanca
- Histoire de la Médecine au Maroc, Imprimerie Rissalah, Rabat, 1960
- Géographie du Maroc, Imprimerie Banabdallah Mustapha, 1940
- Évolution de la Pensée et de la Langue dans le Maroc Moderne, série de conférences, Institut Supérieur Arabe au Caire, 1972
- L’Avenir de la Langue Arabe, Édité au Caire, 1974, réédité à Beyrouth
- Vers un Rapprochement entre l’Arabe Dialectal et l’Arabe Classique dans le Monde Arabe, in revue Al-Lisan Al Arabi, bureau d’arabisation, Rabat
- Encyclopédie du Droit Malékite, Édition Beyrouth, 1983
- Encyclopédie du Coran et Hadith au Maroc, Université Al-Imam, Ryad, 1983
- Cinq romans historiques sous le titre : La Blonde du Rif, Librairie Sebbagh, Beyrouth. 1973
- Encyclopédie Maghrébine, 10 volumes (les 4 premiers fascicules parus), Imprimerie Fedala, Mohammédia, 1976
- Trente sept lexiques trilingues sur la civilisation, la technologie et la science, (Anglais, français et arabe), voir textes Al Lissan Al Arabi, 33 volumes
- Histoire Diplomatique du Maroc, Édité par l’Institut Juridique à Rabat
- Monographie d’Oujda, Association Angad, Oujda
- Monographie de Salé, bibliothèque Sbihi, Salé, 1989
- Monographie de Rabat, Association Ribat-al-Fath, Rabat, 1990
- Monographie de Ceuta et Mélilia, Cap Tours, Rabat, 1996
- Fès, Centre d’Épanouissement d’Afrique, Association Fès-Saiss, imprimerie impériale, Fès, 1996
- El Gharb et Kénitra, Association Mchich Alami, imprimerie de Kénitra, 1999
- Anfa, Capitale Économique du Maroc, depuis un Millier d’Années, Dar Ennachr Al Maarif, Rabat, 1995
- Développement des Sciences au Maroc pendant un Millier d’Années, Dar Al Maarifa, Rabat, 2000
- Villes et Tribus du Maroc, Imprimerie Fédala, 1975
- Sahara, Imprimerie Fédala, Mohammedia, 1976
- Monographie de Tétouan
- Wazzan, Centre Culturel et Spirituel, Dar ed-Mana, Wazzan, 1998
- Encyclopédie du Soufisme Islamique, 3 volumes, Dar El Maarif, 2001
- Les Rihlât : Relations de voyage, Dar al Maarif, 1999

## Participations universitaires

### Congrès et réunions
- Conférence islamo-chrétienne de Cordoue, 1975-1977, 1re et 2e session
- Conférence islamo-chrétienne de Tunis (1976)
- Colloque de Florence (1974)
- Rencontre islamo-judéo Chrétienne à l’Abbaye de Sénanque
- Conférence sur l’enseignement supérieur (Bagdad, 1978)
- Congrès islamique (Nouakchott, 1977)
- Congrès du Mesjid (Djeddah, 1976)
- Rencontre islamique (Alger, 1974)
- Congrès islamique (Dakar, 1976)
- Congrès des sociologues (tenu à Hambourg en 1960, sous les auspices de l’U.N.E.S.C.O)
- Rencontre Islamo Chrétienne à Fès (1979)
- Congrès des banques de mots au Canada, New York et Moscou (1979)
- Congrès sur la vie du Prophète (Qatar, 1979)
- Congrès de l’Union des Universités Arabes (Riad, 1979)
- Congrès mondial des religions à Bangkok sous l’égide de l’U.N.E.S.C.O, sur les droits de l’homme, (1979)
- Membre de la délégation marocaine à l’O.N.U. (1960) et à l’U.N.E.S.C.O. (1972)
- Quatre congrès des ministres de l’éducation dans le monde arabe (1972-1974-1976-1978)
- Congrès de l’arabisation des sciences, organisé par les étudiants arabes (Manchester, 1977)

### Universités arabes et occidentales où il a donné des conférences
- Académie des sciences de Moscou (1972) sur l’avenir de la langue du Coran
- Université d’Halley (Allemagne de l’Est) sur l’avenir de la langue arabe
- Institut des Hautes études arabes (Le Caire, 1975 et 1979)
- Universités de Karachi et Instituts islamiques du Pakistan (Lahore, 1970)
- Faculté de la Charia (Amman, 1978)
- Faculté de la Charia (Tunis, 1978)
- Institut islamique (Beyrouth, 1975)
- Faculté de l’Éducation (Tripoli, 1977)
- Université du Koweït (Koweït, 1975)
- Diwan princier (Abou Dhabi, 1976)
- Faculté des lettres (Khartoum, 1978)
- Institut I.F.A.N (Dakar, 1977) (Conférence sur la pensée islamique et les problèmes de l’heure.)
- Université Qaraouyine à Fès, colloque sur l’Imam Malik (1980)

### Associations et académies dont il a été membre
- Conseiller du Directeur Général de l’Organisation de la Conférence Islamique (Djedda)
- Membre de l'Académie du royaume du Maroc[1](Rabat)
- Membre des quatre Académies Arabes : Caire, Amman, Damas et Bagdad, et de l’Académie arabe de l’Inde
- Membre fondateur de l’Association « Islam-Occident » (Genève)
- Comité exécutif de la Fédération Internationale des Traducteurs (Varsovie)
- Membre de la délégation marocaine à l’ONU en 1960, et auteur du Livre Blanc sur le Sahara
- Membre de la délégation marocaine à l’UNESCO dans les années 70
- Membre de la délégation marocaine au tribunal de La Haye en 1975. Auteur d’un rapport en réponse à une question posée par le membre anglais du jury international sur le Sahara.

## Récompenses et distinctions
Professeur de civilisation, d’art, de philosophie et des sciences islamiques à la Faculté Mohammed V, la Qaraouyine et l’Institution Dar el Hadith El-Hasania à Rabat, il a reçu plusieurs distinctions : 
- Médaille marocaine de FARIS chevalier, Insignes de Distinction (1959)
- Médaille d’or de l’Académie Royale du Maroc
- Médaille d‘or de la Fédération des Historiens Arabes
- Médaille d’or du Grand Mérite de la Fédération Sportive Arabe
- Prix Marocain du Grand Mérite
- Homme de l’année 1997 déclaré par le Centre International de Biographie de Cambridge [réf. nécessaire]
- Élu Research Advisor, en l'an 2001, par l'institut biographique américain.
- Élu, en janvier 2003, Secrétaire Général de la « Convention Culturelle unifiée » aux États-Unis, mais il s’en excuse pour convenances personnelles.

Dans un dahir en date du 21 avril 2005, Sa Majesté Mohammed VI lui a décerné le Grand Prix de Mérite, en rendant un hommage royal à l'ensemble de ses œuvres et études dans les domaines de l'histoire, des lettres, de la lexicographie, de la linguistique et des sciences islamiques.
- Presidential Seal of Honor, 2001 et 2003
- 21e Century Award for achievement
- Researcher of eh year 2001, avec certificate of Proclamation
- American Medal of Honor, 2001
- Ambassador of Grand Eminence, 2002
- 500 leaders of influence, 2001 et 2002
- International Peace Prize, 2002 et 2004
- International Educator of the year, 2004
- Top 100 educators of the year, 2005
- Platinium record for exceptional Performance, 1998
- Gold Star Award, 1998
- Man of the year, 2001 et 2003
- International Man of the year, 2001
- Certificate of appreciation as a researcher advisor of the year, 1998